# Inna Zjukova
Inna Zjukova (belarusiska: Іна Іванаўна Жукава), född den 6 september 1986 i Krasnodar, Ryska SFSR, Sovjetunionen, är en belarusisk gymnast.
Hon tog OS-silver i rytmisk gymnastik i samband med de olympiska gymnastiktävlingarna 2008 i Peking.